# Johann Friedrich Abegg (Theologe)

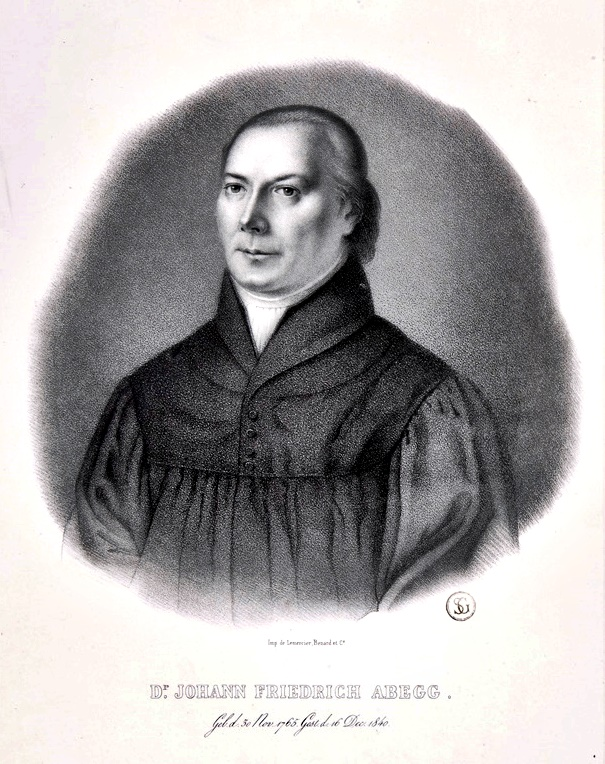
Johann Friedrich Abegg

Johann Friedrich Abegg (* 30. November 1765 in Roxheim; † 16. Dezember 1840 in Heidelberg) war ein deutscher evangelischer Theologe.

## Leben

### Familie
Abegg entstammte einer kinderreichen Predigerfamilie, die von seinem Großvater Johann Jacob Abegg (1685–1744) aus Wiedikon in der Schweiz und dessen Frau Susanna Sara Smend (1692–1754) aus Monzingen begründet worden war. Sein Vater Johann Friedrich Abegg (1718–1789) war von 1747 bis 1767 Pfarrer in Roxheim und 1767 bis 1787 (em.) Pfarrer in Großbockenheim. Seine Mutter hieß Catharina Juliane, geb. Beck (1737–1810).
Johann Friedrich Abegg heiratete zunächst 1790 Elisabeth (Lisette) Charlotte, geb. De Prée (1771–1817). Aus der Ehe gingen acht Söhne und zwei Töchter hervor. Nachdem Abeggs erste Frau verstorben war, ehelichte er 1822 Franziska Wilhelmina, geb. Maurer, verwitwete Dupré (1789–1876), eine Schwester des Juristen und Ministers Georg Ludwig von Maurer. Mit ihr bekam er einen Sohn und eine Tochter. Eine Schwester seiner Frau heiratete den bekannten Chemiker Leopold Gmelin. Der Jurist Julius Abegg (1796–1868) war sein Neffe (Sohn des Bruders Johann Wilhelm Abegg). Die Geschwister Johann Friedrich und Philipp Julius Abegg waren seine Cousins ersten Grades. Eine seiner Urenkelinnen war die Pädagogin und Widerstandskämpferin Elisabeth Abegg.

### Studium und Beruf
Abegg besuchte das Gymnasium Grünstadt und studierte ab 1784 Philologie sowie Theologie an der Universität Halle-Wittenberg. 1786 wechselte er nach Heidelberg und absolvierte im gleichen Jahr das theologische Examen. Am 26. Juni 1786 folgte seine Ordination. Er wurde ein Kandidat des reformierten Predigtamtes und war als beigeordneter Vikar und Hauslehrer bei dem Pfarrer Philipp Jakob Hilspach in Neckargemünd tätig.
Im August 1789 wurde Abegg als Konrektoratsverweser an das reformierte Gymnasium der Stadt Heidelberg berufen, zwei Monate später wurde er zu dessen Rektor ernannt und leitete es in dieser Funktion bis 1794. Gleichzeitig lehrte er ab 1790 auch als außerordentlicher Professor der klassischen Philologie an der Universität Heidelberg.
1794 wechselte er den Beruf und wurde praktischer Geistlicher, zuerst als Pfarrer und Inspektor in Boxberg, dann ab 1799 in Leimen. 1807 wurde er Pfarrer in Welschneureut. 1808 fand er eine Stellung als Zweiter Pfarrer in Heidelberg an der Peterskirche, 1814 wechselte er an die Heiliggeistkirche, an der er 1823 Erster Pfarrer wurde und bis zu seinem Tod verblieb. Daneben war er seit 1807 außerordentliches Mitglied des großherzoglich badischen Oberkirchenrates.
Am 18. April 1818 erlangte Abegg den Doktor der Theologie und lehrte ein Jahr als Privatdozent in Heidelberg. 1819 wurde er von der Theologischen Fakultät der Heidelberger Universität zum ordentlichen Professor der Praktischen Theologie ernannt. Er leitete das neu eingerichtete Theologisch-Homiletische Seminar. In den Jahren 1825, 1829 und 1835 war er Dekan der Fakultät, 1828 Prorektor der Universität.
Abegg wirkte sein Leben lang als praktischer Theologe und sah seine Dozententätigkeit als Nebenberuf an. Außer einigen gedruckten Predigten existieren keine theologischen Schriften von ihm.
1798 unternahm Johann Friedrich Abegg eine ausgedehnte Reise in den Osten Deutschlands. Hierbei traf er u. a. Johann Wolfgang von Goethe, Johann Gottfried Herder, Johann Gottlieb Fichte und Immanuel Kant. Darüber verfasste er ein Reisetagebuch, das 1976 im Insel Verlag erschien.
Sein Epitaph ist im Außenbereich der Heidelberger Peterskirche erhalten.

## Auszeichnungen
- 1836: Ritter des Ordens vom Zähringer Löwen